# تامارین
تامارین (نام علمی: Saguinus) نام یک سرده از خانواده میمون‌های پنجه‌ای است.